# Coupe des clubs champions européens 1965-1966
Navigation
Édition précédente Édition suivante
La Coupe des clubs champions européens 1965-1966 a vu la victoire du Real Madrid. 31 équipes de 31 associations de football y ont pris part. La compétition s'est terminée le 11 mai 1966 par la finale au Stade du Heysel à Bruxelles.

## Premier tour
| Équipe 1           | Résultat | Équipe 2                    | Aller | Retour |
| ------------------ | -------- | --------------------------- | ----- | ------ |
| SC Feijenoord      | 2 - 6    | Real Madrid CF              | 2 - 1 | 0 - 5  |
| KS 17 Nëntori      | 0 - 1    | Kilmarnock FC               | 0 - 0 | 0 - 1  |
| Fenerbahçe SK      | 1 - 5    | RSC anderlechtois           | 0 - 0 | 1 - 5  |
| SFK Lyn Oslo       | 6 - 8    | Derry City FC               | 5 - 3 | 1 - 5  |
| Panathinaïkos AO   | 4 - 2    | Sliema Wanderers FC         | 4 - 1 | 0 - 1  |
| KP Keflavík        | 2 - 13   | Ferencváros TC              | 1 - 4 | 1 - 9  |
| CS Dinamo Bucarest | 7 - 2    | BK 1909 Odense              | 4 - 0 | 3 - 2  |
| Helsinki JK        | 2 - 9    | Manchester United FC        | 2 - 3 | 0 - 6  |
| Drumcondra FC      | 1 - 3    | ASK Vorwärts Berlin         | 1 - 0 | 0 - 3  |
| Stade Dudelange    | 0 - 18   | SL Benfica                  | 0 - 8 | 0 - 10 |
| Djurgårdens IF FF  | 2 - 7    | Levski Sofia                | 2 - 1 | 0 - 6  |
| Lausanne-Sports    | 0 - 4    | TJ Sparta ČKD Prague        | 0 - 0 | 0 - 4  |
| Linz ASK           | 2 - 5    | KS Górnik Zabrze            | 1 - 3 | 1 - 2  |
| APOE Nicosie       | 0 - 10   | SV Werder 1899              | 0 - 5 | 0 - 5  |
| FK Partizan        | 4 - 2    | FC Nantes                   | 2 - 0 | 2 - 2  |
| FC Internazionale  | exempté  | en tant que tenant du titre | -     | -      |

## Huitièmes de finale
| Équipe 1             | Résultat | Équipe 2             | Aller | Retour |
| -------------------- | -------- | -------------------- | ----- | ------ |
| Kilmarnock FC        | 3 - 7    | Real Madrid CF       | 2 - 2 | 1 - 5  |
| RSC anderlechtois    | 9 - 0    | Derry City FC        | 9 - 0 | -      |
| Ferencváros TC       | 3 - 1    | Panathinaïkos AO     | 0 - 0 | 3 - 1  |
| CS Dinamo Bucarest   | 2 - 3    | FC Internazionale    | 2 - 1 | 0 - 2  |
| ASK Vorwärts Berlin  | 1 - 5    | Manchester United FC | 0 - 2 | 1 - 3  |
| Levski Sofia         | 4 - 5    | SL Benfica           | 2 - 2 | 2 - 3  |
| TJ Sparta ČKD Prague | 5 - 1    | KS Górnik Zabrze     | 3 - 0 | 2 - 1  |
| FK Partizan          | 3 - 1    | SV Werder 1899       | 3 - 0 | 0 - 1  |

## Quarts de finale
| Équipe 1             | Résultat | Équipe 2       | Aller | Retour |
| -------------------- | -------- | -------------- | ----- | ------ |
| RSC anderlechtois    | 3 - 4    | Real Madrid CF | 1 - 0 | 2 - 4  |
| FC Internazionale    | 5 - 1    | Ferencváros TC | 4 - 0 | 1 - 1  |
| Manchester United FC | 8 - 3    | SL Benfica     | 3 - 2 | 5 - 1  |
| TJ Sparta ČKD Prague | 4 - 6    | FK Partizan    | 4 - 1 | 0 - 5  |

## Demi-finales
| Équipe 1       | Résultat | Équipe 2             | Aller | Retour |
| -------------- | -------- | -------------------- | ----- | ------ |
| Real Madrid CF | 2 - 1    | FC Internazionale    | 1 - 0 | 1 - 1  |
| FK Partizan    | 2 - 1    | Manchester United FC | 2 - 0 | 0 - 1  |

## Finale
| Finale                         | Real Madrid CF                       | 2 – 1   | FK Partizan |                                                                                             |                                                                                             |
| Mercredi 11 mai 1966 19:30 CET | Amancio 70e · Serena 76e             | (0 - 0) | 55e Vasović | Stade du Heysel, Bruxelles Spectateurs : 46 745 Vidéo du match Arbitrage : Rudolf Kreitlein | Stade du Heysel, Bruxelles Spectateurs : 46 745 Vidéo du match Arbitrage : Rudolf Kreitlein |
| Mercredi 11 mai 1966 19:30 CET | Serena 90e · Pachín 90e · Grosso 90e | Rapport |             | Stade du Heysel, Bruxelles Spectateurs : 46 745 Vidéo du match Arbitrage : Rudolf Kreitlein | Stade du Heysel, Bruxelles Spectateurs : 46 745 Vidéo du match Arbitrage : Rudolf Kreitlein |

## Meilleurs buteurs
- Statistiques officielles de l'UEFA

| Rang | Buteur            | Club                 | Buts |
| ---- | ----------------- | -------------------- | ---- |
| 1    | Eusébio           | SL Benfica           | 7    |
| 1    | Flórián Albert    | Ferencváros TC       | 7    |
| 2    | Mustafa Hasanagić | FK Partizan          | 6    |
| 2    | John Connelly     | Manchester United FC | 6    |